# Vieille maison de Svetomir Miladinović à Ostrovo
La vieille maison de Svetomir Miladinović à Ostrovo (en serbe cyrillique : Стара кућа Светомира Миладиновића у Острову ; en serbe latin : Stara kuća Svetomira Miladinovića u Ostrovu) se trouve à Ostrovo, dans la municipalité de Veliko Gradište et dans le district de Braničevo, en Serbie. Elle est inscrite sur la liste des monuments culturels protégés de la République de Serbie (identifiant no SK 823).

## Présentation
Située au centre du village, la maison a été construite dans la première moitié du XIXe siècle ; elle était située sur un terrain plat en retrait de la rue.
De plan rectangulaire, elle meseure 12,60 m sur 6,60 m. Elle repose sur des fondations en pierres concassées mêlées de boue ; les murs sont construits selon la technique des colombages avec un remplissage composite ; le toit à quatre pans est recouvert de tuiles.
La maison est constituée d'un rez-de-chaussée et d'une cave et elle se compose d'une « kuća », c'est-à-dire la « maison » au sens restreint du terme, de trois pièces, d'un hall et d'une autre pièce qui fait penser à un « doksat » (sorte de véranda) fermé. La « kuća » est la pièce centrale et elle abrite deux foyers qui permettent de chauffer les autres pièces ; cette pièce centrale possède aussi une porte donnant sur l'arrière du bâtiment. À l'origine, la maison était probablement dotée d'un porche ouvert avec un doksat au-dessus de l'entrée de la cave.
Par ses dimensions et son organisation, la maison appartient au type des maisons villageoises « développées ». En revanche, le bâtiment a aujourd'hui disparu.